# Toltécatl

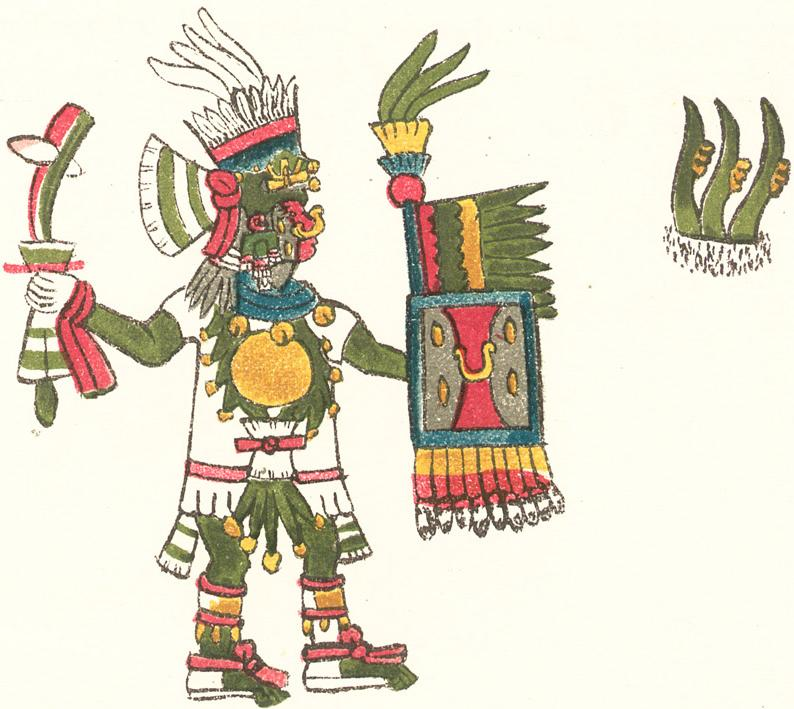
Ilustración de Toltécatl

Toltécatl (del náhuatl: Toltekatl ‘morador de Toltitlán’‘Toltitlan, Toltitlán; tekatl, morador de, habitante de, persona de’) en la mitología mexica es un espíritu o dios menor de la embriaguez, y es uno de los cuatrocientos espíritus o dioses menores de los borrachos llamados Centzon Totochtin, los cuatrocientos hijos de Patécatl y Mayáhuel, él cual venerado bajo la forma de un conejo.